# Алексин (станция)
Але́ксин — станция Московской железной дороги, расположена в городе Алексин Тульской области на линии Муратовка — Плеханово. Открыта в 1874 году.

## Краткая характеристика
Станция 4 класса. Путевое развитие состоит из одного главного пути, четырёх приёмно-отправочных, десяти сортировочных и погрузочно-разгрузочных. Грузовой двор занимает территорию свыше 1 га. На станции имеются кирпичное здание пассажирского вокзал на 100 мест с залом ожидания, кафе и билетными кассами.
Пассажирский перрон оборудован двумя низкими платформами и пешеходным мостом. Среднегодовой грузооборот станции составляет около 800 тыс. тонн. В настоящее время через станцию проходят 4 пары пригородных и грузовые поезда. К западной горловине станции примыкают подъездные пути завода «Тяжпромарматура», песчаного карьера, горного цеха завода ЖБИ. На подъездном пути завода «АЗТПА» расположен пост, имеющий 4 пути. К подъездным путям арматурного завода примыкают пути каменно-щебёночного комбината.
1 марта 2021 года станция Алексин подключена к системе удалённого управления малых вокзалов Московской железной дороги.

## История
Станция Алексин открыта в декабре 1874 года, одновременно с вводом в эксплуатацию Ряжско-Вяземской железной дороги. Через станцию проходили несколько пар почтовых поездов сообщением Вязьма — Ряжск и товаро-пассажирский поезд Калуга — Узловая. После завершения строительства обходного железнодорожного пути Калуги в 1898 году пассажиропоток и грузооборот через станцию Алексин заметно возросли.

## Пассажирское движение
На станции имеет непродолжительную остановку скорый пассажирский поезд Москва — Адлер (083М/084М), пассажирский поезд Москва — Льгов (233В/234В) и назначаемый по определённым датам с Киевского вокзала столицы: Москва — Белгород (235Х/236Х). 
В Алексине останавливаются все пригородные поезда, следующие на Калугу-1, Тулу, Узловую, Урванку и в обратном направлении. Маршруты обслуживаются рельсовыми автобусами РА2 акционерного общества Центральная ППК. (3 пары по пятницам и выходным и 1 по остальным дням до Калуги, по 1 паре до Тулы и Узловой по пятницам и выходным и 2 пары до Урванки ежедневно). Для некоторых пригородных поездов станция Алексин является конечной. (2 пары из Урванки и 1 пара из Калуги)